# Gökberk Demirci
Gökberk Demirci (ur. 20 października 1989 w Izmicie) – turecki aktor teatralny, filmowy i telewizyjny. Najlepiej znany z roli Emira w serialu Przysięga (Yemin, 2019).

## Życiorys
Urodził się w Izmicie jako syn Sevcan Nurhan Demirci i İlhana Demirci. W 2013 jego 18-letni brat Berkay zmarł w wyniku wypadku motocyklowego. Uczęszczał na lekcje aktorstwa w teatrze Cengiz Küçükayvaz. W młodości większość czasu spędzał uprawiając sport. Interesował się sztukami walki, głównie boksem tajskim. Brał lekcje w Centrum Sztuki Akademii Kuzgun w Stambule, gdzie nauczył się, jak obchodzić się z mieczami historycznymi. 
W lipcu 2021 zaręczył się z Özge Yağız.

## Filmografia

### Seriale TV
| Rok  | Tytuł                                    | Rola            |
| ---- | ---------------------------------------- | --------------- |
| 2006 | Arka Sokaklar                            |                 |
| 2012 | Bir Zamanlar Osmanlı: Kıyam              |                 |
| 2013 | Osmanlı’da Derin Devle                   |                 |
| 2014 | Universum History (serial dokumentalny)  | Janczar Agha    |
| 2016 | Więzień miłości (Adini Sen Koy)          | Kılıç           |
| 2017 | Hayatımın Aşkı                           | Adil            |
| 2018 | Arka Sokaklar                            | Cüneyt          |
| 2019 | Przysięga (Yemin)                        | Emir            |
| 2019 | Savasin Efsaneleri (serial dokumentalny) | Tarik ibn Zijad |

### Film
| Rok  | Tytuł             | Reżyser                            |
| ---- | ----------------- | ---------------------------------- |
| 2015 | Demir Atlı Gringo | Hasan Karcı                        |
| 2016 | Yıldızlar Kayar   | Levent Görgeç, İskender Değirmenci |